# Аль-Кадр
аль-Кадр (араб. لَيْلَةِ الْقَدْرِ, «могутність», «величність», «високий степінь»), також Лейлату-л-Кадр, Ніч аль-Кадра, Ніч Напередвизначення, Ніч Могутності, Ніч Приречення — одна з ночей місяця Рамадан. У мусульманській традиції це найбільш священна і найвеличніша ніч, коли за переданням пророку Мухаммеду через архангела Джабраїла було послано перші одкровення. Вважається, що цієї ночі на землю спускаються ангели і визначаються долі людей. Цієї ночі заведено каятися перед Аллахом за гріхи й читати Коран
Точна дата ночі Кадра невідома. Вважається, що вона випадає на непарні дні останньої декади Рамадану, про що йдеться в одному з хадисів. Однак у збірнику хадисів Тірмізі й Насаї є згадка про те, що ніч Кадра випадає на двадцять сьому ніч Рамадану. У збірнику хадисів Ахмада ібн Ханбала також є хадис, у якому йдеться про 27-му ніч. Тому мусульмани офіційно вшановують ніч Кадра 27 Рамадану, хоча її точна дата невідома і потрібно всі дні Рамадану, а особливо його останню декаду, проводити в натхненному служінні Аллаху. Пошуки ночі Кадра вважається богоугодною справою. Мусульмани вірять, що цієї ночі Аллах приймає всі молитви 
аль-Кадр називається 97-ма мекканська сура Корану, яка складається з 5 аятів